# Fast & Furious
Fast & Furious (ban đầu là The Fast and the Furious) là một thương hiệu truyền hình tập trung vào một loạt các bộ phim hành động chủ yếu liên quan đến đua xe đường phố bất hợp pháp, trộm cắp và gián điệp. Nhượng quyền thương mại này cũng bao gồm các bộ phim ngắn, một bộ phim truyền hình, chương trình trực tiếp, trò chơi video và các điểm tham quan công viên chủ đề. Nó được Universal Pictures phân phối.
Bộ phim đầu tiên được phát hành vào năm 2001, bắt đầu bộ ba phim gốc tập trung vào đua xe, và đạt đến đỉnh cao trong bộ phim The Fast and the Furious: Tokyo Drift (2006). Bộ truyện đã trải qua một sự thay đổi với Fast & Furious (2009), bộ phim đã chuyển bộ truyện sang hướng trộm cắp và gián điệp, và tiếp theo là bốn phần tiếp theo. F9 dự kiến sẽ được phát hành vào năm 2021, với kế hoạch thứ mười. Các bộ phim chính được gọi chung là The Fast Saga.
Universal đã mở rộng loạt phim để bao gồm bộ phim spinoff Fast & Furious: Hobbs & Shaw (2019), trong khi công ty con DreamWorks Animation tiếp nối phim này với loạt phim hoạt hình truyền hình Fast & Furious Spy Racers. Album nhạc phim đã được phát hành cho tất cả các bộ phim, cũng như các album tổng hợp có chứa nhạc hiện có được nghe trong các bộ phim. Hai bộ phim ngắn gắn liền với loạt phim cũng đã được phát hành.
Bộ phim thành công về mặt thương mại và là nhượng quyền thương mại lớn nhất của Universal, tính đến năm 2015 là loạt phim có doanh thu cao thứ chín mọi thời đại với tổng doanh thu hơn 5 tỷ đô la. Sự tiếp nhận quan trọng chủ yếu được trộn lẫn với tiêu cực cho bốn bộ phim đầu tiên, trong khi những bộ phim sau đó trong loạt phim được đón nhận tích cực hơn. Bên ngoài các bộ phim, Fast & Furious là tâm điểm của các phương tiện truyền thông khác, bao gồm các điểm tham quan tại Universal Studios Hollywood, chương trình trực tiếp, quảng cáo, nhiều trò chơi video và đồ chơi. Nó được coi là phương tiện đẩy các diễn viên chính Vin Diesel và Paul Walker trở thành ngôi sao màn bạc.